# Miljoenennota 2010

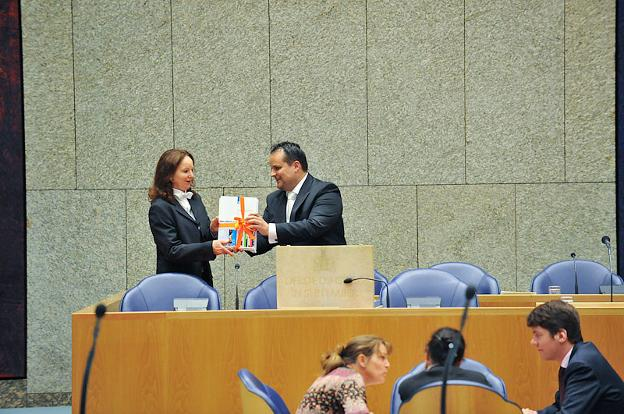
Minister De Jager overhandigt de stukken aan de Kamerbewaarder in de Tweede Kamer.

De miljoenennota 2010 is een algemene toelichting van de Nederlandse regering op de verwachte inkomsten en de uitgaven in de Nederlandse Rijksbegroting voor het jaar 2010, zoals deze bekend is gemaakt op Prinsjesdag 2009.  

## Inhoud
In de miljoenennota 2010 worden de belangrijkste plannen van het kabinet voor het jaar 2010 besproken. Hierbij wordt ingegaan op de kosten en de invloed van deze plannen op de burgers en de bedrijven. Ook wordt de algemene toestand van de Nederlandse economie besproken. Een belangrijk onderwerp zijn altijd ook de overheidsfinanciën. Er wordt aangegeven hoe groot het tekort is en hoe het zal worden gefinancierd.

## Geraamde uitgaven (in miljarden euro)
| Geraamde uitgaven                                      | Bedrag |
| ------------------------------------------------------ | ------ |
| Sociale Zaken en Werkgelegenheid                       | 67,1   |
| Volksgezondheid, Welzijn en Sport                      | 63,8   |
| Onderwijs, Cultuur en Wetenschap                       | 36,5   |
| Nationale schuld (rente)                               | 22,1   |
| Gemeente- en Provinciefonds                            | 19,3   |
| Buitenlandse Zaken/Internationale Samenwerking         | 12,5   |
| Verkeer en Waterstaat/Infrastructuurfonds/FES          | 12,1   |
| Defensie                                               | 8,1    |
| Financiën                                              | 7,2    |
| Jeugd en Gezin                                         | 6,5    |
| Justitie                                               | 5,9    |
| Binnenlandse Zaken en Koninkrijksrelaties              | 5,9    |
| Wonen, Wijken en Integratie                            | 3,7    |
| Economische Zaken                                      | 2,7    |
| Landbouw, Natuur en Voedselkwaliteit                   | 2,5    |
| Volkshuisvesting, Ruimtelijke Ordening en Milieubeheer | 1,3    |
| Overige begrotingen/ uitgaven                          | 5,5    |
| Kas- en transverschillen                               | -10,8  |
| Totaal Rijksuitgaven                                   | 272,1  |

## Raming van de belasting- en premieontvangsten (in miljoenen euro)
| Geraamde belasting- en premieontvangst              | Belastingen | Belastingen en premies |
| --------------------------------------------------- | ----------- | ---------------------- |
| Kostprijsverhogende belastingen                     | 68.383      |                        |
| Belastingen op inkomen, winst en vermogen           | 98.573      |                        |
| Totaal belastingen                                  | 166.869     | 166.869                |
| Premies volksverzekeringen kas                      |             | 35.300                 |
| Premies werknemersverzekeringen                     |             | 44.958                 |
| Aansluiting op EMU-basis                            |             | -63                    |
| Totaal belasting- en premieontvangsten op EMU-basis |             | 211.849                |

Hierbij moeten nog 29.857 miljoen euro aan niet-belastinginkomsten worden opgeteld.

## Geraamd tekort (in miljoenen euro)
| Geraamd tekort                                      | Bedrag  |
| --------------------------------------------------- | ------- |
| Totaal uitgaven                                     | 272.100 |
| Totaal belasting- en premieontvangsten op EMU-basis | 239.800 |
| Saldo lokale overheden                              | -4.300  |
| Tekort (op EMU-basis)                               | 36.500  |

## Trivia
- De miljoenennota 2010 lekte uit via het televisieprogramma RTL Nieuws. Ook in voorgaande jaren was de inhoud van de miljoenennota voortijdig in de openbaarheid gekomen.[1]